# جوناثان شو
جوناثان شو (4 مايو 1980 في المملكة المتحدة - ) (بالإنجليزية: Jonathan Shaw)‏ هو لاعب كريكت بريطاني. لعب مع Herefordshire County Cricket Club ‏.

## وصلات خارجية
- جوناثان شو على موقع إي آس بي آن كريك إنفو (الإنجليزية)